# Замок Дангасстоун
Замок Данганстоун (англ. Dunganstown Castle) — один із замків Ірландії, розташований у графстві Віклоу. Нині лежить у руїнах. На цьому місці, судячи по всьому замок був ще в ХІІ столітті — збудований у норманському стилі лицарями-тамплієрами, але про той замок немає ніяких точних відомостей. Нинішні руїни замку Дангастоун — руїни замку, що був побудований в 1610 році.

## Історія замку Данганстоун
Замок Данганстоун побудував у 1610 році сер Джон Гой на основі більш давньої споруди. До цього тут був укріплений будинок, який належав Донгану — багатому купцеві з Дубліна, що жив у цьому будинку в 1542 році. Саме в цьому році він купив давній замок і перебудував його. Можливо, саме від його імені замок отримав свою назву. Замок у свій час відвідували багато відомих людей. Зокрема король Яків ІІ після поразки на річці Бойн і відступу зупинився в замку Дангастоун у 1690 році, відпочивав в саду цього замку. Збереглося крісло старовинної роботи. Кажуть, що саме на цьому кріслі сидів в саду замку Дангастоун король Яків ІІ після своєї поразки і плакав.
Сер Френсіс Бекон деякий час жив у цьому замку і ходять вперті чутки, що саме тут він написав кілька п'єс, які були потім приписані Шекспіру — але це не більше ніж легенда. Замок відвідував лорд Еффінгем — верховний адмірал флоту під час його компанії проти іспанського флоту. Сер Волтер Реллі — той самий, що привіз в Англію тютюн і картоплю зупинявся в цьому замку. Замок був сильно зруйнований кілька разів під час нескінченних війн і повстань в Ірландії в XVII столітті і після цього лежав у руїнах.
Навколо замку здавна був прекрасний сад і парк, що досі зберігся. У парку замка Данганстоун є живе дерево віком 400 років — це одне з найстаріших дерев Ірландії. Це дерево було свідком повстання за незалежність Ірландії 1641 року, свідком штурму і спалення замку військом Олівера Кромвеля, воно бачило короля Якова ІІ під час його втечі після поразки, бачило повстання за незалежність Ірландії 1798 року та багато інших подій. Є в парку кілька тисових дерев, що були посаджені ту в 1740 році.
Біля замку є старовинна церква, що була побудована лицарями-тамплієрами. Цей орден колись володів землями, де стоять нині руїни замку Дангастоун. Реджинальд Палмер — людина графа Стронбоу володів цими землями в 1171—1177 роках. Нащадки Реджинальда Палмера володіли цими землями більше 300 років.
Про замок Данганстоун говорять, що біля замку є привид. Кажуть, що це привид лікаря, що вертався п'яний додому, впав біля замку і втопився в калюжі. Кажуть, що привид цього лікаря можна побачити в певні години ночі.
Існує переказ, що там, де нині руїни замку Дангастоун у давні часи було селище, і в цьому селища народився святий Кевін в 498 році. Недалеко віз замку є церква святого Кевіна. Кажуть, що святий Кевін був близький до природи — йому на руки сідали птахи і зовсім його не боялися, коли в селищі не було матерів молока, щоб годувати немовлят, то приходила в двір цих матерів якась таємнича біла корова, яку можна було подоїти. Це місце було місцем паломництва і було тут джерело святого Кевіна, яке нібито приносило людям зцілення.
Біля замку Данганстоун жив відомий вчений Едвард Годжінс (1750—1840). Він мав тут землю площею 16 акрів, де вирощував різні рослини і проводив дослідження. Він був засновником ботанічного саду Гласневін, працював у Трініті-коледжі в Дубліні, заснував ботанічні сади в Кіллмакуррах, у Лондоні, в Единбурзі, Ліверпулі. Він привіз в Ірландію багато екзотичних дерев з різних куточків світу, у нього була найкраща колекція дерев і найкращий розплідник дерев в Ірландії. Він займався схрещуванням рослин, був одним із найвідоміших ботаніків свого часу в Ірландії.
Біля замку була знаменита кузня — «Кузня Старого Форга», що була заснована ще в 1600 році, існувала як робоча кузня до 1997 року. Збереглися старовинні артефакти цієї кузні.